# Brzoskwinia (wieś)
Brzoskwinia – wieś w Polsce, położona w województwie małopolskim, w powiecie krakowskim, w gminie Zabierzów.
Na południowych krańcach wsi przebiega autostrada A4.
Wieś graniczy z miejscowościami: Nielepice (od północy), Kleszczów (od północnego wschodu), Aleksandrowice (od wschodu), Morawica (od południowego wschodu), Chrosna i Mników (od południa), Baczyn (od południowego zachodu), Frywałd (od zachodu).
W odległości ok. 4 km na południowy wschód od centrum wsi znajduje się port lotniczy Kraków-Balice.

## Integralne części wsi
| SIMC    | Nazwa      | Rodzaj     |
| ------- | ---------- | ---------- |
| 0343680 | Kamyk      | przysiółek |
| 0343697 | Koziary    | przysiółek |
| 0343705 | Krzemionki | przysiółek |
| 0343527 | Popówka    | część wsi  |

## Historia
Pierwsza osada założona została w XII w. W XV w. nazywana jest Woskyna, Wroskina. Pod koniec XIX w. obszar dworski należał do Artura hrabiego Potockiego i wchodził w skład tzw. dóbr tęczyńskich. W 1595 roku wieś położona w powiecie proszowskim województwa krakowskiego była własnością wojewodziców krakowskich: Gabriela, Andrzeja i Jana Magnusa Tęczyńskich. Wieś położona w województwie krakowskim wchodziła wraz z folwarkiem w 1662 roku w skład hrabstwa tęczyńskiego Łukasza Opalińskiego. Do 1954 r. wieś należała do powiatu krakowskiego, a w latach 1954–1975 do powiatu chrzanowskiego.
W latach 1815–1846 wieś położona była na terenie Wolnego Miasta Krakowa, potem w zaborze austriackim. W czasie II Rzeczypospolitej wieś należała do powiatu krakowskiego w województwie krakowskim. Od 26 października 1939 do 18 stycznia 1945 r. należała do gminy Kressendorf w Landkreis Krakau, dystryktu krakowskiego w Generalnym Gubernatorstwie. Do roku 1954 wieś należała do ówczesnej gminy Liszki w ówczesnym powiecie krakowskim. Jesienią 1954 r. wieś została przyłączona do gromady Rudawa do ówczesnego powiatu chrzanowskiego. 1 stycznia 1973 r. znalazła się w gminie Rudawa w ówczesnym powiecie chrzanowskim w woj. krakowskim. 15 stycznia 1976 r. gmina Rudawa została zniesiona przez połączenie z dotychczasową gminą Zabierzów w nową gminę Zabierzów i tam znalazła się także wieś. W latach 1975–1998 miejscowość administracyjnie należała do województwa krakowskiego.

## Turystyka
Miejscowość znajduje się na Wyżynie Krakowsko-Częstochowskiej w obrębie Garbu Tenczyńskiego. Tereny te ze względu na atrakcyjność krajobrazową i walory przyrodnicze włączone zostały w obręb Tenczyńskiego Parku Krajobrazowego.

### Szlaki turystyczne
– z Brzoskwini przez Dolinę Brzoskwinki, wąwóz  Półrzeczki, Dolinę Mnikowską do Mnikowa.
 – z Brzoskwini przez Nielepice do Rudawy.
Szlaki rowerowe
czerwony (Jurajski Rowerowy Szlak Orlich Gniazd) – z Krakowa przez Szczyglice, Las Zabierzowski, Kleszczów, Brzoskwinię, Las Zwierzyniecki, Zamek Tenczyn, Tenczynek, Krzeszowice, Paczółtowice, Olkusz i dalej do Częstochowy.

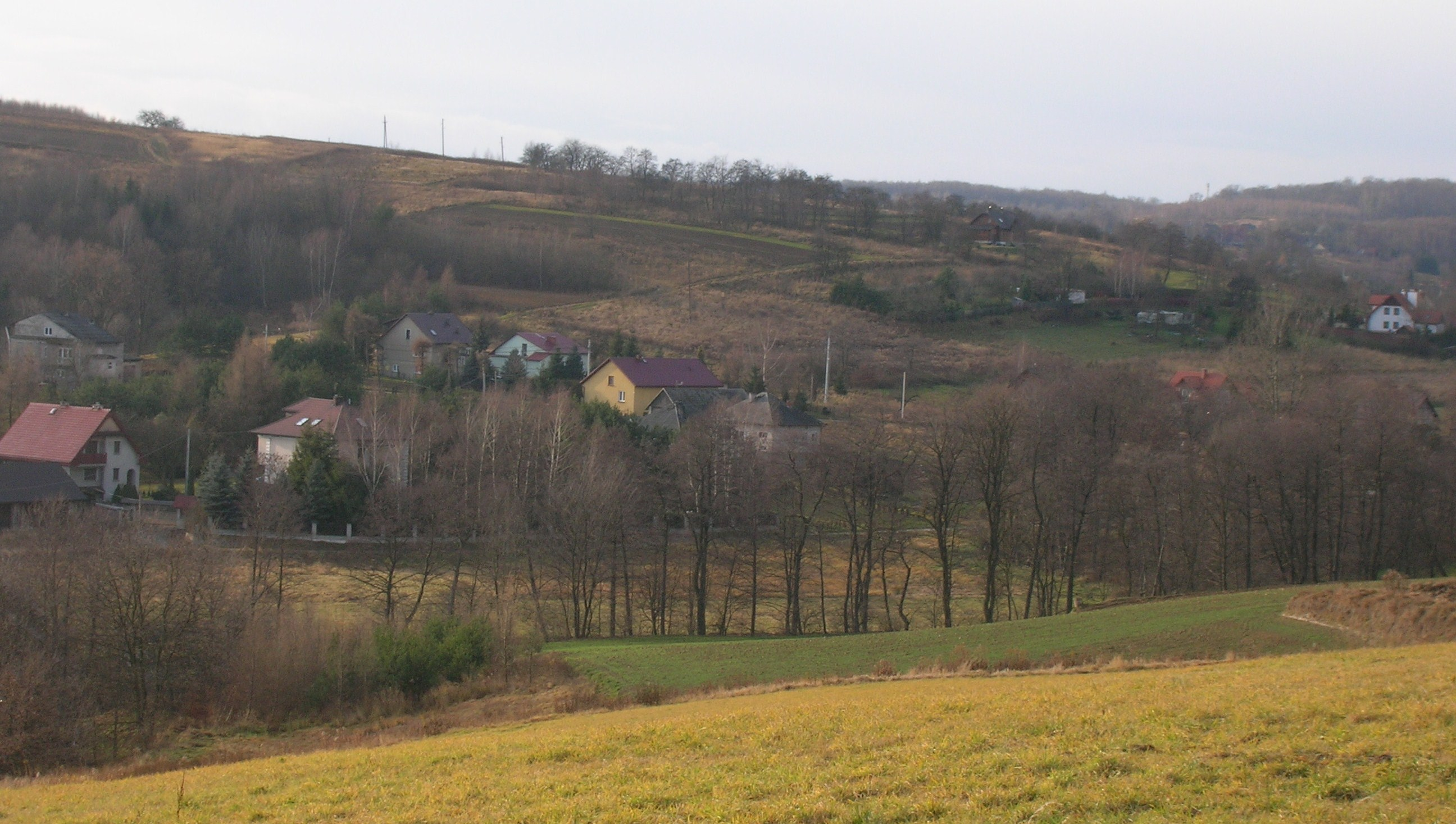
Część zabudowań wsi w Dolinie Brzoskwinki
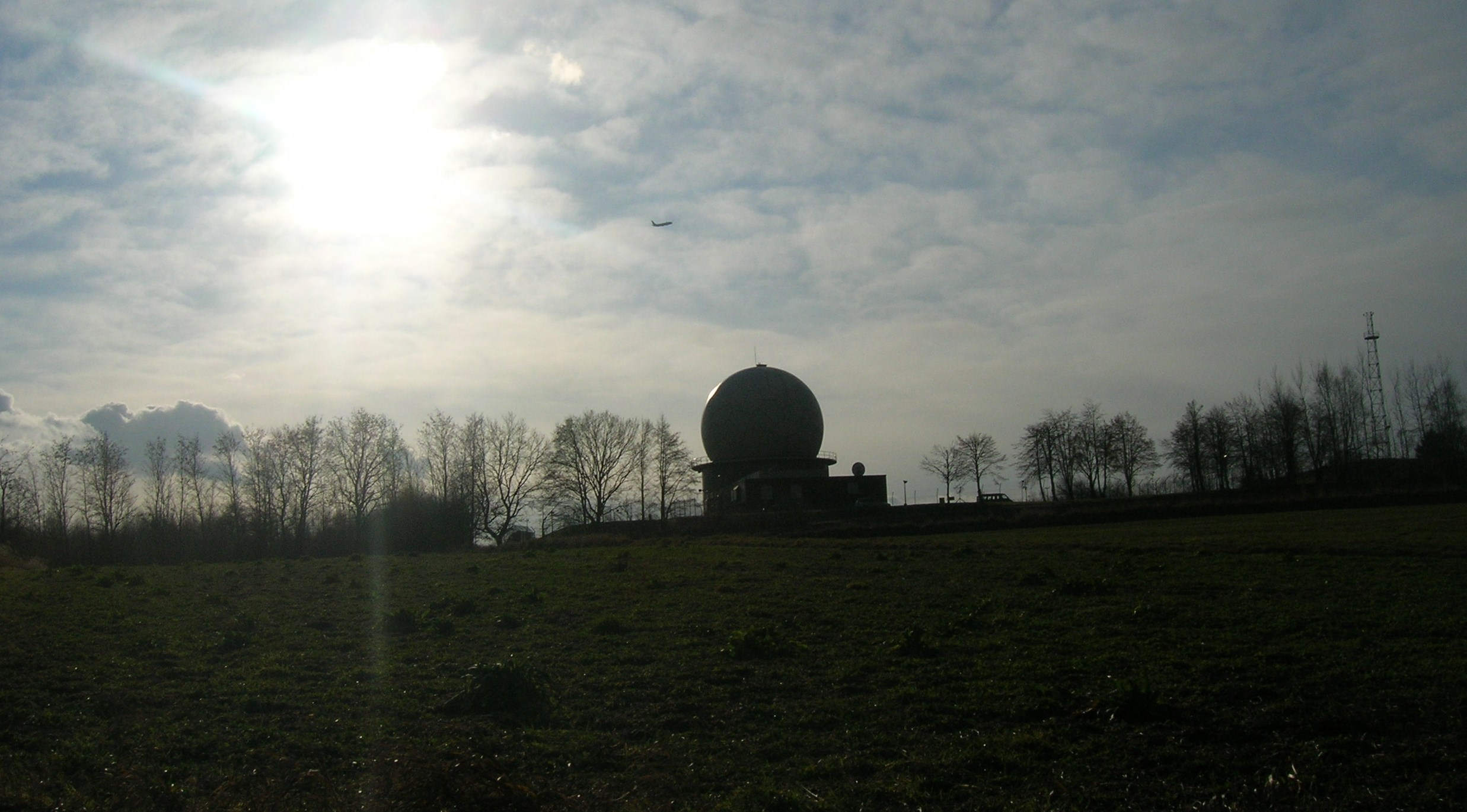
Popówka i radar lotniczy
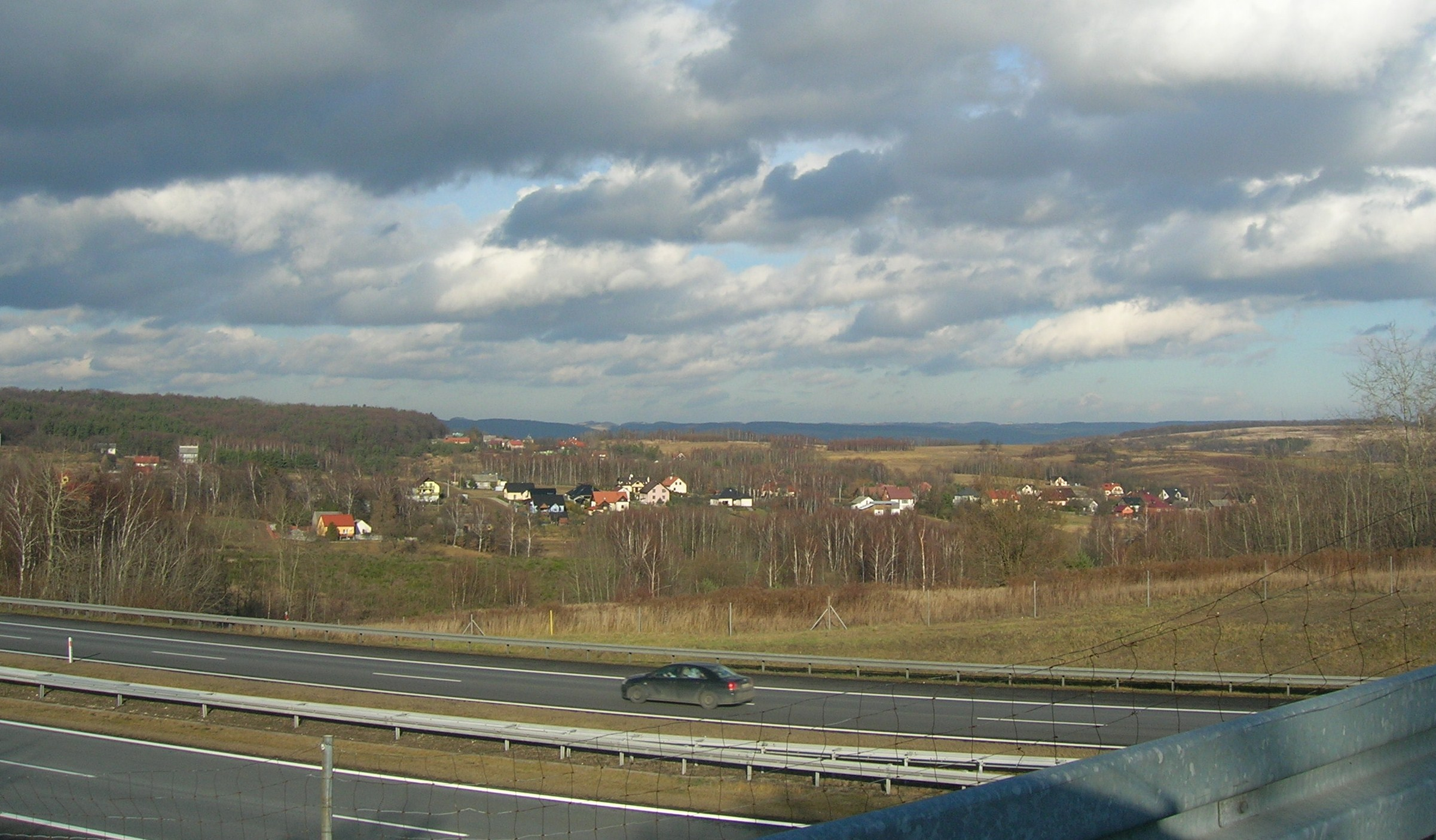
Dwór i autostrada Autostrada A4 (Polska)
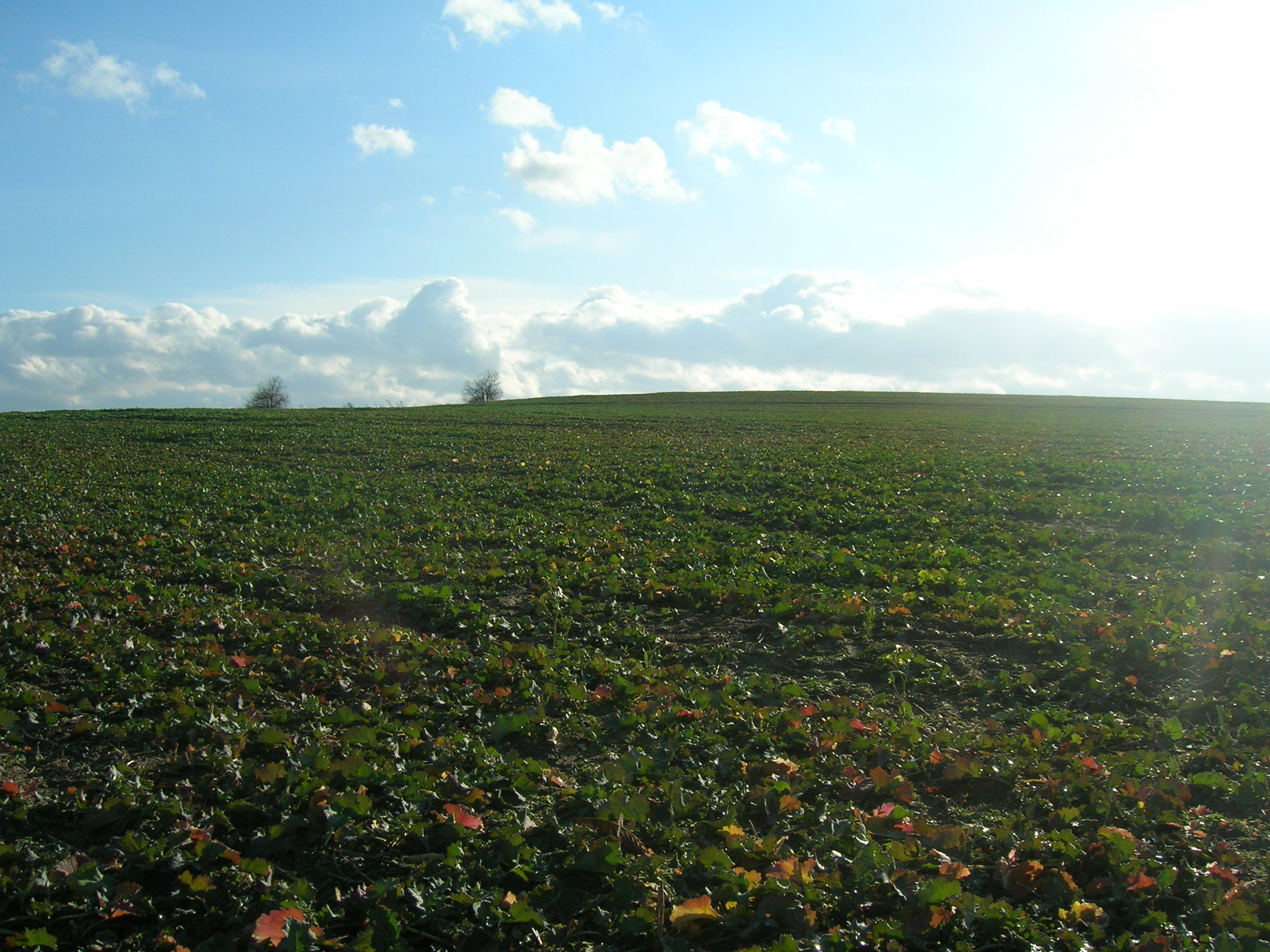
Krzemionki